# پابلو دورادو
پابلو دورادو (انگلیسی: Pablo Dorado؛ ۲۲ ژوئن ۱۹۰۸ – ۱۸ نوامبر ۱۹۷۸) یک بازیکن فوتبال اهل اروگوئه بود.